# 架空OL日記
《架空OL日記》是笨蛋節奏所著作的書籍。由笨蛋節奏2006年起於Ameba Blog《架空升野日記》中講述當上OL的架空日常所改編成。2013年於小學館文庫發行2卷。

## 書目資料
- 架空OL日記 1（2013年5月5日發行、小學館文庫、封面插圖：Nielsen（日语：ニイルセン）） ISBN 978-4-09-408826-7
- 架空OL日記 2（同上）評論：伊藤正幸（日语：いとうせいこう） ISBN 978-4-09-408827-4

## 電視劇
2017年4月13日起每週四深夜在讀賣電視台播出的連續劇。劇本原作為藝人笨蛋節奏於2006年開始，耗時三年撰寫在銀行工作的OL生活的部落格，後來出版成書籍《架空OL日記》，這也是繼《住住》之後，笨蛋節奏在該電視台負責劇本的第九部連續劇，同時 hulu 還會加入電視上未播出的橋段。台灣由付費線上影視平台KKTV取得獨家中文播放權。由笨蛋節奏主演。

### 劇情描述
主角升野英知是一位在銀行工作、入行第五年的OL，平常既宅又懶散地在家玩電動，喜歡吃東西的普通女性。「工作、喝酒、戀愛、說壞話」描寫升野和在同一間銀行上班的五位OL同事的日常生活搞笑喜劇
。

### 出演
- 升野英知 - 笨蛋節奏
- 藤川真紀 - 夏帆
- 小峰智子 - 臼田あさ美
- 五十嵐紗英 - 佐藤玲
- 酒木法子 - 山田真歩

### 工作團隊
- 原案・劇本：笨蛋節奏
- 主題曲：吉澤嘉代子「月曜日戦争」
- 企劃協力：マセキ芸能社
- 導演：住田崇
- 製作：AOI Pro.
- 製作電視台：日本電視台

### 劇集列表
| 第1話                                                   | 4月15日 |  | 1.4% | 住田崇 |
| 第2話                                                   | 4月22日 |  | 0.8% | 住田崇 |
| 第3話                                                   | 4月29日 |  | 0.9% | 住田崇 |
| 第4話                                                   | 5月6日  |  | 0.7% | 住田崇 |
| 第5話                                                   | 5月13日 |  | 1.0% | 住田崇 |
| 第6話                                                   | 5月20日 |  | 1.7% | 住田崇 |
| 第7話                                                   | 5月27日 |  | 0.7% | 住田崇 |
| 第8話                                                   | 6月3日  |  | 1.5% | 住田崇 |
| 第9話                                                   | 6月10日 |  | 1.3% | 住田崇 |
| 最終話                                                  | 6月17日 |  | 1.8% | 住田崇 |
| 平均收視率1.18%（收視率由Video Research於關東地區統計） |         |  |      |        |

## 獎項
第36回向田邦子賞－笨蛋節奏（編劇）

## 外部連結
- 架空OL日記 （页面存档备份，存于）（日語）
- 架空OL日記的X（前Twitter）
- 架空OL日記的Instagram帳戶
- 架空OL日記 KKTV播放頁面 （页面存档备份，存于）